# جاكي بيل
جاكي بيل (بالإنجليزية: Jackie Bell)‏ (17 أكتوبر 1939 - 1991) هو لاعب كرة قدم بريطاني في مركز نصف الجناح. لعب مع كولتشستر يونايتد ونورويتش سيتي ونيوكاسل يونايتد.

## وصلات خارجية
- جاكي بيل على موقع قاعدة بيانات كرة القدم.إي يو (الإنجليزية)